# Sikorsky UH-60
O Sikorsky UH-60 Black Hawk é um helicóptero militar multiuso bimotor de quatro pás e de médio porte fabricado pela empresa norte-americana Sikorsky. Apresentado pela primeira vez no início da década de 1970, o Black Hawk conquistou um lugar de destaque na história da aviação, tornando-se um dos helicópteros mais produzidos de todos os tempos, com mais de 5 mil unidades fabricadas até janeiro de 2023.
Batizado em honra ao líder nativo americano Black Hawk, o UH-60 teve sua produção iniciada após vencer o Boeing YUH-61A na competição UTTAS, do Exército dos Estados Unidos, em 1972, consolidando sua posição como o helicóptero padrão das forças armadas dos Estados Unidos ao substituir o Bell UH-1 Iroquois.  A versatilidade do Black Hawk, sua capacidade de transportar tropas e equipamentos, e sua habilidade de se adaptar a uma ampla variedade de missões o transformaram em uma peça fundamental nas operações militares modernas.
Além do seu uso pelo Exército dos EUA, o UH-60 e suas variantes foram exportados para pelo menos 35 países ao redor do globo, participando em uma dezena de grandes conflitos armados, como em Granada, Panamá, Somália (notoriamente na Batalha de Mogadíscio), nos Balcãs e no Oriente Médio.

## Desenvolvimento

### Requisito inicial

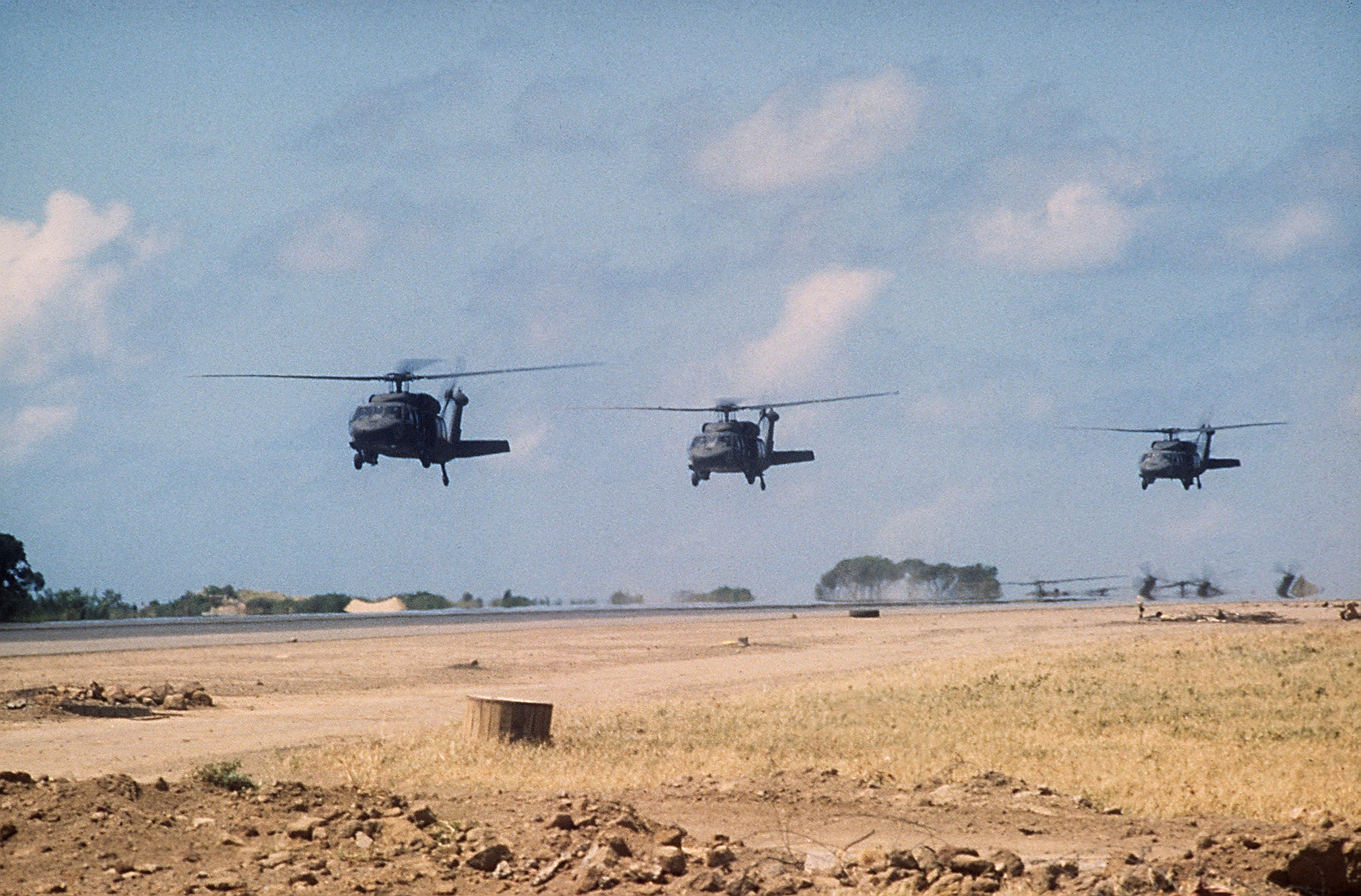
Um esquadrão de UH-60 durante a invasão de Granada em outubro de 1983

No final da década de 1960, o Exército dos Estados Unidos iniciou a criação de requisitos para um helicóptero capaz de substituir o UH-1 Iroquois e designou o programa como UTTAS (Utility Tactical Transport Aircraft System). Simultaneamente, o Exército deu início ao desenvolvimento de um novo motor para suas aeronaves, que posteriormente seria conhecido como General Electric T700. Com base nas lições aprendidas durante o conflito no Vietnã, o Exército estabeleceu rigorosos requisitos de desempenho e confiabilidade para o programa UTTAS e para o novo motor. Essa busca por aprimoramentos significativos foi fundamental para atender às demandas cada vez mais complexas das missões militares. Em janeiro de 1972, o Exército tornou público seu pedido de propostas (RFP), delineando os critérios essenciais para o projeto. Além dos requisitos de desempenho, o RFP também incluía especificações para capacidade de transporte aéreo. A necessidade de que a aeronave fosse compatível com o transporte dentro do avião C-130 impôs limitações quanto às dimensões da cabine do helicóptero, o que se tornaria um fator crucial na sua concepção e design.
As exigências do programa resultaram em recursos como motores duplos com desempenho aprimorado em altas altitudes e um design modular (área de manutenção reduzida); caixas de engrenagens de funcionamento a seco; subsistemas redundantes e blindados (controles hidráulicos, elétricos e de voo); assentos de tripulantes e tropas resistentes ao choque; trem de pouso de estágio duplo; estrutura principal blindada e resistente ao choque; sistemas de rotor principal e de cauda mais silenciosos e robustos; e um sistema de combustível também blindado.
Quatro protótipos foram construídos, com o primeiro YUH-60A voando em 17 de outubro de 1974. Antes da entrega dos protótipos ao Exército dos EUA, uma avaliação preliminar foi realizada em novembro de 1975 para garantir que a aeronave pudesse ser operada com segurança durante todos os testes. Três dos protótipos foram entregues ao Exército em março de 1976, para avaliação em relação ao projeto rival da Boeing, o YUH-61A, e um foi mantido pela Sikorsky para pesquisa interna. O Exército selecionou o UH-60 para produção em dezembro de 1976. As entregas do UH-60A ao Exército começaram em outubro de 1978 e o helicóptero entrou em serviço em junho de 1979.

### Aprimoramento e variantes
Após entrar em serviço, o Sikorsky UH-60 Black Hawk rapidamente se destacou por sua versatilidade e capacidade de adaptação a uma ampla gama de missões e funções. Inspirado pelo sucesso, o SH-60B Seahawk, outra notável criação da família Sikorsky, foi encomendado pela Marinha dos Estados Unidos, um Black Hawk modificado para atender a novas necessidades operacionais que se tornou uma plataforma ainda mais versátil. A variante EH-60 foi desenvolvida para conduzir guerra eletrônica, e para operações especiais desenvolveu-se a variante MH-60.
Devido ao aumento de peso proveniente da adição de equipamentos de missão e outras mudanças, o Exército encomendou o UH-60L, uma variante aprimorada em 1987. O novo modelo incorporou todas as modificações feitas na frota UH-60A como recursos de design padrão. O UH-60L também apresentava mais potência e capacidade de elevação com motores T700-GE-701C atualizados e uma caixa de câmbio aprimorada, ambos do SH-60B Seahawk. Sua capacidade de elevação externa aumentou de 450 kg até 4,1 mil kg. O UH-60L também incorporou o sistema de controle de voo automático (AFCS) do SH-60B para melhor manobrabilidade com os motores mais potentes. A produção do modelo L começou em 1989.

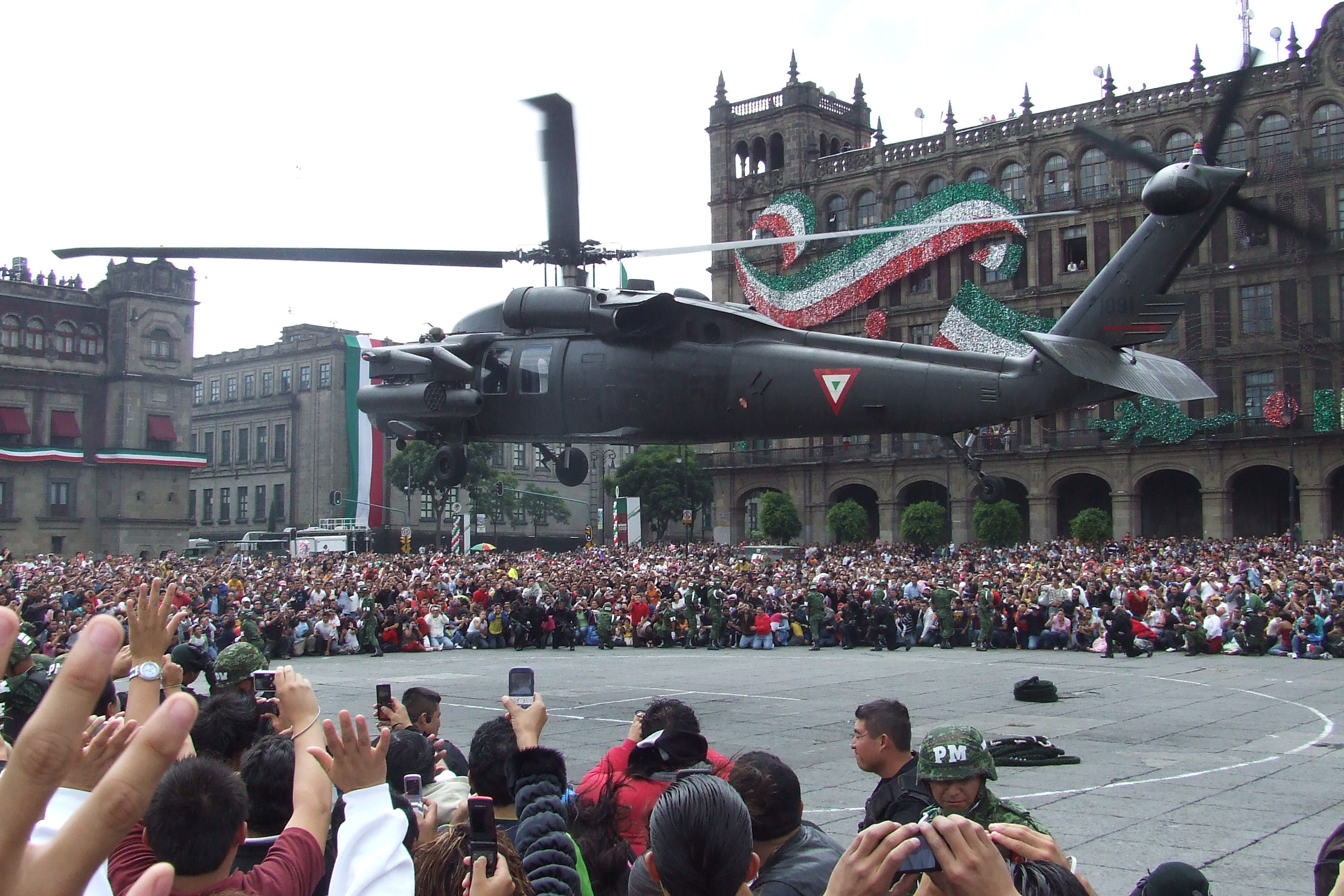
O Black Hawk é conhecido pela facilidade de pousar em locais de difícil acesso

O desenvolvimento da próxima variante, o UH-60M, foi aprovado em 2001, para estender a vida útil do projeto UH-60 até a década de 2020. O UH-60M incorpora motores T700-GE-701D atualizados, pás de rotor aprimoradas e instrumentação eletrônica de última geração, além de controles de voo e controle de navegação melhorados. Depois que o Departamento de Defesa dos EUA aprovou a produção inicial da nova variante, a fabricação começou em 2006, com o primeiro dos 22 novos UH-60M entregues em julho de 2006. Após uma avaliação operacional inicial, o Exército aprovou a produção em larga escala e um contrato de 5 anos para 1,2 mil helicópteros em dezembro de 2007. Em março de 2009, 100 helicópteros UH-60M foram entregues ao Exército. Em novembro de 2014, os militares dos EUA encomendaram 102 aeronaves de vários tipos de H-60, no valor de US$ 1,3 bilhão.
Após seu uso na operação para matar Osama bin Laden em maio de 2011, descobriu-se que o 160.º Regimento de Aviação de Operações Especiais (160.º SOAR) usava uma versão secreta do UH-60 modificada com tecnologia avançada que lhe permitia escapar do radar paquistanês. A análise da cauda, a única parte restante da aeronave que caiu durante a operação, revelou pás extras no rotor de cauda e outras medidas de redução de ruído, tornando a aeronave muito mais silenciosa do que os UH-60 convencionais. A aeronave parecia incluir recursos como materiais especiais de alta tecnologia, ângulos acentuados e superfícies planas encontradas apenas em jatos furtivos. Versões furtivas do Black Hawk foram estudadas desde meados da década de 1970.
Em setembro de 2012, a Sikorsky recebeu um contrato para melhorar ainda mais a durabilidade e capacidade de sobrevivência do Black Hawk. A empresa desenvolveu novas tecnologias, como um sistema de vibração zero, gerenciamento avançado de incêndio, entre outras. As melhorias no Black Hawk devem continuar até que o programa Future Vertical Lift esteja pronto para substituí-lo.
Em dezembro de 2014, a 101.ª Divisão Aerotransportada começou a testar novos equipamentos de reabastecimento. Soldados em campo que precisam de reabastecimento rápido dependem de speed bags, bolsas cheias de itens lançados de um UH-60. No entanto, todos os sistemas eram ad hoc com bolsas não resistentes a impactos, com até metade dos itens lançados no ar danificados ao atingir o solo. Iniciado em 2011, o equipamento buscou padronizar o método de reabastecimento aéreo e manter até 90% dos suprimentos intactos. O sistema não apenas protege melhor os suprimentos lançados por helicópteros, mas também permite que o Black Hawk voe mais alto acima do solo, cerca de 100 pés (30 metros), enquanto viaja a 20 nós (37 km/h), limitando a exposição ao fogo inimigo no solo. Cada bolsa pode pesar 57–91 kg e até seis podem ser lançadas de uma só vez, caindo a 40–50 pés por segundo (12–15 m/s). Como os suprimentos podem ser entregues com mais precisão e o sistema pode ser liberado automaticamente por conta própria, ele pode permitir o reabastecimento autônomo de helicópteros não tripulados.

## Projeto

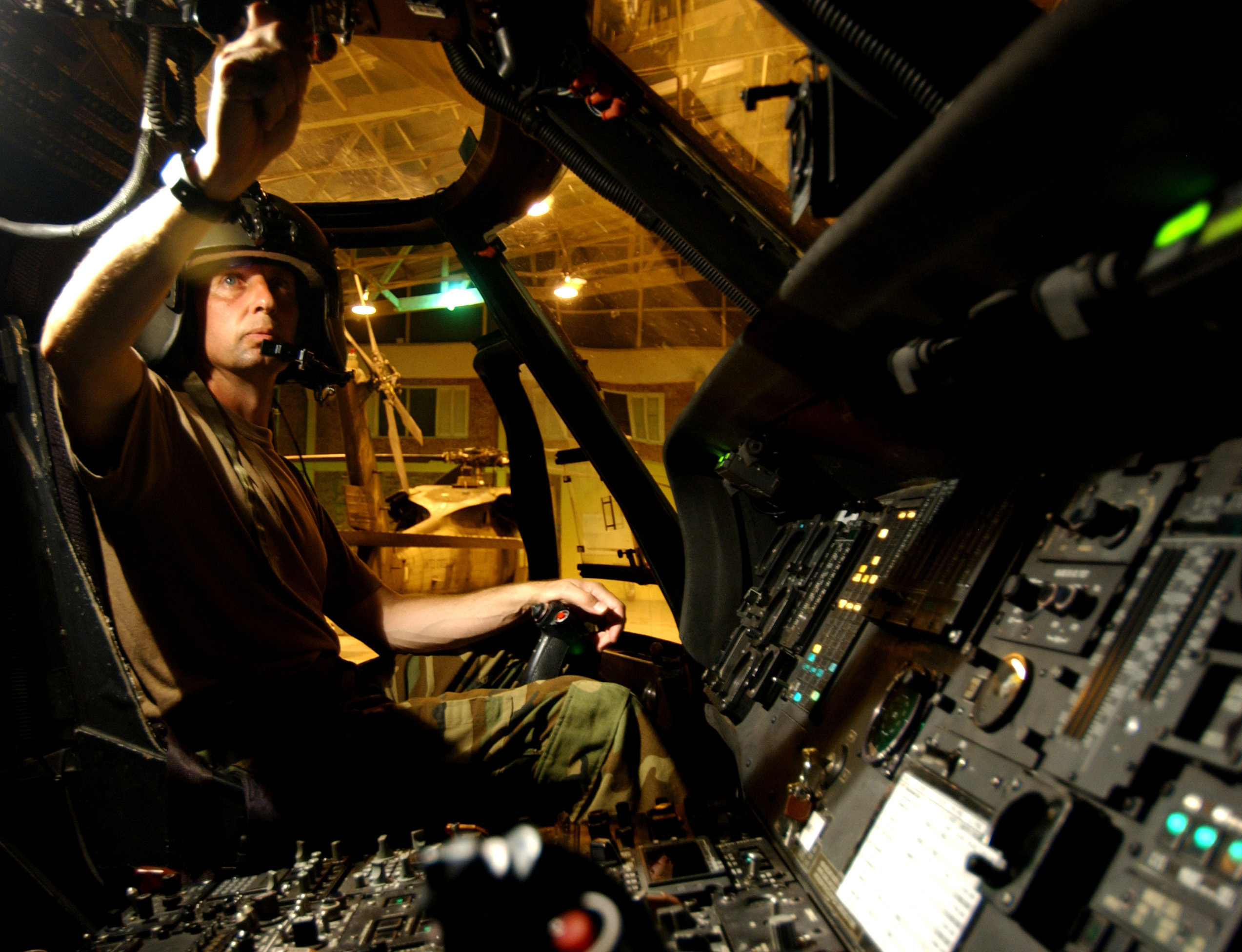
Interior da cabine de um UH-60

O UH-60 possui rotores principais e traseiros de quatro pás e é alimentado por dois motores turboeixo General Electric T700. O rotor principal é totalmente articulado e possui rolamentos elastoméricos na cabeça do rotor. O rotor de cauda é inclinado e possui uma viga rígida. O helicóptero tem uma forma longa e discreta para atender aos requisitos do Exército para transporte a bordo de um C-130 Hercules. Ele pode transportar 11 soldados com equipamento, levantar 2,6 toneladas de carga internamente ou 4,1 toneladas de carga (UH-60L/M) externamente por corda.
A série de helicópteros pode executar uma ampla gama de missões, incluindo o transporte tático de tropas, guerra eletrônica e evacuação médica. Uma versão VIP conhecida como VH-60N é usada para transportar importantes funcionários do governo com o indicativo de chamada "Marine One" ao transportar o Presidente dos Estados Unidos. Em operações de assalto aéreo, ele pode mover um esquadrão de 11 tropas de combate ou reposicionar um obus M119 de 105 mm com munição de 30 cartuchos e uma tripulação de quatro homens. O Black Hawk é equipado com aviônicos e sistemas eletrônicos avançados para maior capacidade de sobrevivência, como monitores multifuncionais.
O UH-60 pode ser equipado com asas curtas no topo da fuselagem para transportar tanques de combustível ou vários armamentos. Ele tem dois pilares em cada asa para transportar dois tanques de 870 litros. Além disso, o helicóptero também pode transportar nestas asas 4,5 toneladas de armamento, como foguetes, mísseis e contêineres de armas.
O custo unitário dos modelos H-60 varia devido a diferenças de especificações, equipamentos e quantidades. Por exemplo, o custo unitário de um modelo UH-60L usado ofertado ao Uruguai em 2020 foi de US$ 4,95 milhões.

## Histórico operacional

### Austrália
A Austrália encomendou quatorze S-70A-9 Black Hawks em 1986 e 25 Black Hawks adicionais em 1987. O primeiro Black Hawk produzido nos EUA foi entregue em 1987 para a Real Força Aérea Australia (RAAF). A de Havilland Australia [en] produziu 38 Black Hawks sob licença da Sikorsky na Austrália, entregando o primeiro em 1988 e o último em 1991. Em 1989, a frota de Black Hawks da RAAF foi transferida para o Exército Australiano. Os Black Hawks operaram no Camboja, Papua-Nova Guiné, Indonésia, Timor-Leste e Paquistão. Em abril de 2009, o então chefe da defesa, marechal da Força Aérea Angus Houston, recomendou ao governo qeu não enviasse Black Hawks para o Afeganistão, pois na época eles “careciam de blindagem e sistemas de autodefesa” e, apesar de uma atualização em andamento, era mais prático usar os helicópteros dos aliados.
Em 2004, o governo selecionou uma variante do NH90 para substituir o Black Hawk, embora o Departamento de Defesa tenha recomendado o S-70M Black Hawk. Em janeiro de 2014, o Exército começou a retirar do serviço a frota de trinta e quatro Black Hawks (cinco haviam sido perdidos em acidentes) e planejou que isso fosse concluído até junho de 2018, mas o comandante do Exército adiou o cronograma até 2021 para desenvolver um NH90 apropriado para as forças especiais. Os S-70A-9 Black Hawks foram desativados em 10 de dezembro de 2021, e no mesmo dia, devido a problemas com o desempenho do NH90, o governo anunciou sua substituição pelo UH-60M Black Hawk. Em janeiro de 2023, o Exército anunciou a compra de quarenta UH-60Ms, com as entregas começando em 2023.

### Brasil

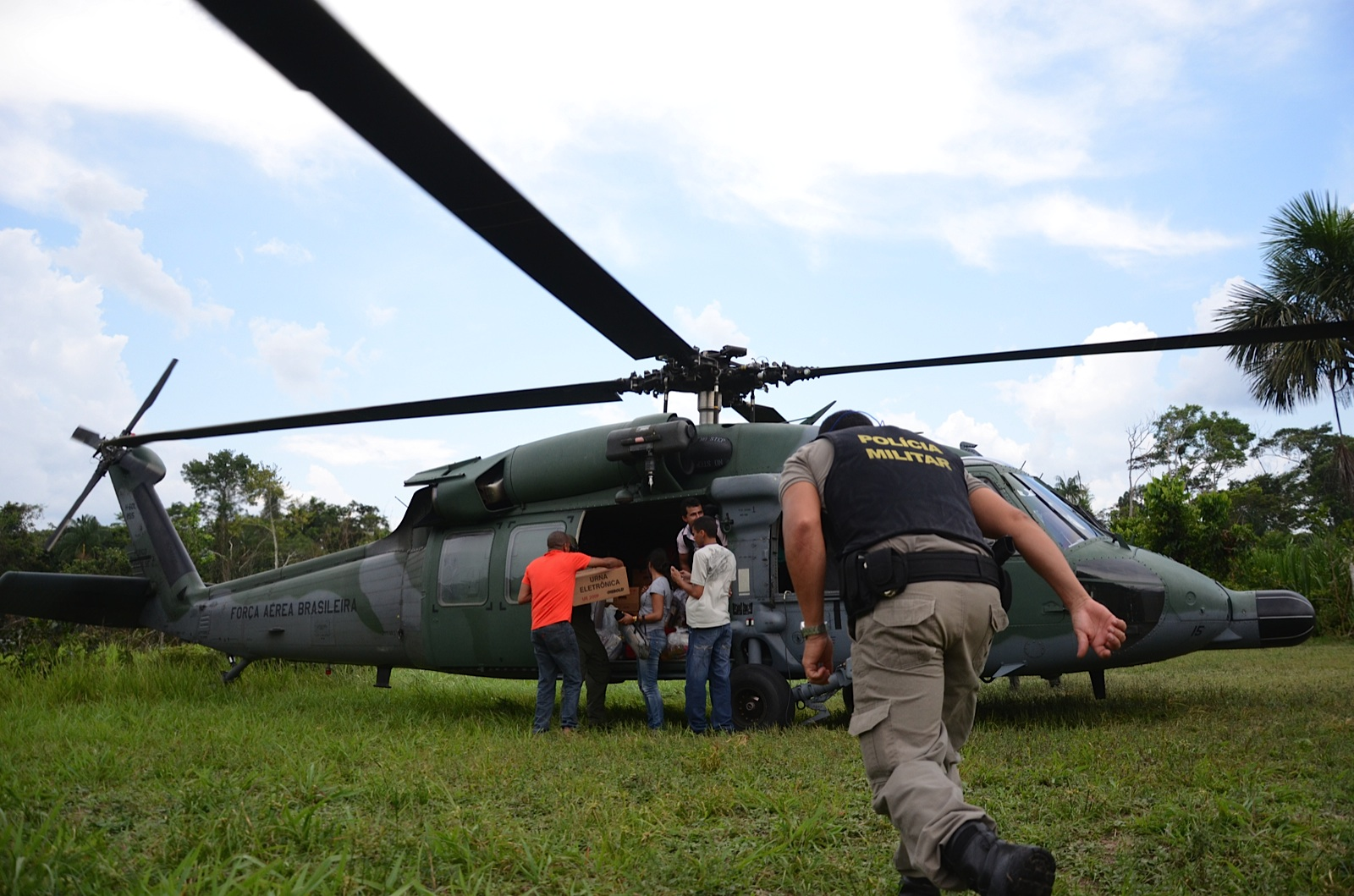
Um UH-60 da Força Aérea Brasileira auxiliando na logística durante as eleições gerais de 2014

O Brasil recebeu quatro helicópteros UH-60L para o Exército Brasileiro, em 1997, e seis UH-60L configurados para operações especiais e busca e salvamento Força Aérea Brasileira (FAB) foram recebidos 2008. Mais dez UH-60L foram encomendados em 2009, e as entregas começaram em março de 2011.
O Exército já considerava seus Black Hawks obsoletos em 2017. Uma equipe do Comando de Aviação do Exército (CAvEx) viajou aos Emirados Árabes Unidos em janeiro de 2021 para analisar a aquisição de uma variante armada do UH-60, com aprimoramentos que incluem o transporte de mísseis ar-terra como o AGM-114 Hellfire. Em 2023, o Exército já negociava a compra de 12 Black Hawks novos de fábrica, a ser recebidos num prazo de cinco anos após 2024. A frota antiga do Black Hawk e AS532 Cougar será desativada.
Na Aviação do Exército, que designa o Black Hawk como HM-2, esse helicóptero foi empregado inicialmente na missão de paz na fronteira entre Peru e Equador. As quatro aeronaves foram mais tarde baseadas no 4.º Batalhão de Aviação do Exército (BAvEx), em Manaus. Já os 16 Black Hawks da Força Aérea são divididos em dois esquadrões, um em Santa Maria e outro em Manaus. Na FAB, os Black Hawks já somavam mais de 30 mil horas de voo em 2017.
Em 2023, no âmbito da crise humanitária ianomâmi, os UH-60 do 4.º BAvEx foram empregados em tarefas de transporte logístico entre as diversas comunidades indígenas no estado de Roraima. Unidades do Esquadrão Harpia da FAB também participaram das operações.

### China
Em dezembro de 1983, exemplares do Aerospatiale AS-332 Super Puma, Bell 214ST SuperTransport e Sikorsky S-70A-5 (N3124B) foram transportados de avião para Lhasa para testes. Essas demonstrações incluíram decolagens e pousos em altitudes de até 5 200 metros e operações en route de até 7 300 metros. No final destes testes, o Exército de Libertação Popular adquiriu 24 S-70C-2, equipados com motores GE T700-701A mais potentes para melhorar o desempenho em grandes altitudes. Embora designados como variantes civis do S-70 para fins de exportação, são operados pelas unidades de Aviação do Exército de Libertação Popular. Posteriormente, o Z-20 será produzido como um substituto, embora existam alegações de apropriação do projeto da Sikorsky.

### Colômbia
A Colômbia recebeu os primeiros UH-60 em 1987. A Polícia Nacional da Colômbia, a Força Aérea Colombiana e o Exército Colombiano usam os UH-60 para transportar tropas e suprimentos para locais de difícil acesso por terra para contrainsurgência (COIN), operações contra organizações de drogas e guerrilha, para busca e salvamento e para evacuação médica. A Colômbia também opera uma versão militarizada do UH-60, com asas curtas, conhecida localmente como Arpía (em português: Harpia).
Em 2022, os Estados Unidos doaram 12 modelos para a Polícia Nacional, com as unidades sendo utilizadas prioritariamente em ações de repressão a crimes ambientais.

### Israel
A Força Aérea Israelense (IAF) recebeu dez UH-60A Black Hawks excedentes dos Estados Unidos em agosto de 1994. Chamado Yanshuf pela IAF, o UH-60A começou a substituir os helicópteros utilitários Bell 212. A IAF usou pela primeira vez os UH-60 em combate durante 1996, no sul do Líbano na Operação Vinhas da Ira contra o Hezbollah.

### Eslováquia
Em fevereiro de 2015, o Departamento de Estado dos EUA aprovou uma possível venda militar estrangeira de nove UH-60M com equipamentos associados e suporte para a Eslováquia e enviou ao Congresso para sua aprovação. Em abril de 2015, o governo da Eslováquia aprovou a aquisição de nove UH-60M juntamente com treinamento e suporte fornecidos pelos estadunidenses. Em setembro de 2015, a Eslováquia encomendou mais quatro UH-60M. Os dois primeiros UH-60M foram entregues em junho de 2017; a Força Aérea Eslovaca recebeu todos os nove UH-60M em janeiro de 2020. Eles devem substituir seus antigos Mil Mi-17 soviéticos. Em 2020, o ministro da defesa eslovaco anunciou o interesse da Eslováquia em comprar mais dois UH-60M.

### Estados Unidos

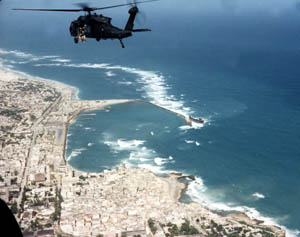
Um Black Hawk estadunidense sobre Mogadíscio, 1993

O UH-60 entrou em serviço com a 101.ª Brigada de Aviação de Combate do Exército dos EUA da 101ª Divisão Aerotransportada em junho de 1979. Os militares dos EUA usaram o UH-60 pela primeira vez em combate durante a invasão de Granada em 1983 e novamente na invasão do Panamá em 1989. Durante a Guerra do Golfo em 1991, o UH-60 participou da maior missão de assalto aéreo da história, com mais de 300 helicópteros envolvidos. Dois UH-60 (89-26214 e 78-23015) foram abatidos, ambos em 27 de fevereiro de 1991, durante a busca e resgate de um piloto de F-16C e a tripulação de um UH-1H que foram abatidos mais cedo naquele dia.
Em 1993, o Black Hawk teve destaque na Batalha de Mogadíscio, na Somália. O UH-60 também esteve em ação nos Bálcãs e no Haiti na década de 1990. Os UH-60 do Exército dos EUA e outros helicópteros conduziram muitos assaltos aéreos e outras missões de apoio durante a invasão do Iraque em 2003. O UH-60 continuou a servir em operações no Afeganistão e no Iraque.
Dois UH-60 altamente modificados foram empregados durante a missão que resultou na morte de Osama bin Laden durante a Operação Lança de Neptuno em 1º de maio de 2011. Um desses helicópteros caiu durante a operação e foi destruído pela própria equipe para evitar possíveis estudos do modelo por nações rivais. A mídia informou que o governo paquistanês concedeu aos militares chineses acesso aos destroços da variante 'furtiva' que caiu em Abbotabad. O Paquistão e a China negaram os relatórios, e o governo dos EUA não confirmou o acesso chinês.

### Filipinas
Em março de 2019, o Departamento de Defesa Nacional das Filipinas assinou um contrato no valor de US$ 241,4 milhões com a subsidiária polonesa da Lockheed Martin, PZL Mielec, para a aquisição de dezesseis Black Hawks para a Força Aérea das Filipinas. Os UH-60 dessa subsidiária são designados S-70I. Em 10 de dezembro de 2020, a Força Aérea recebeu o primeiro lote de seis helicópteros, com os 10 restantes a serem entregues em 2021. Em junho de 2021, o segundo lote, com de cinco helicópteros foi entregue. Em novembro de 2021, chegou o terceiro lote, com mais cinco unidades.
Em 22 de fevereiro de 2022, um contrato formal para mais 32 S-70I foi assinado.

### México
A Força Aérea Mexicana encomendou seus dois primeiros UH-60L em 1991, para transportar unidades de forças especiais, e outros quatro em 1994. Em julho e agosto de 2009, a Polícia Federal do México usou UH-60 em ataques a narcotraficantes. Em agosto de 2011, a Marinha Mexicana recebeu três UH-60M atualizados. Em 21 de abril de 2014, o Departamento de Estado dos EUA aprovou a venda de dezoito UH-60M para o México, aguardando a aprovação do Congresso. Em setembro de 2014, a Sikorsky recebeu uma modificação de contrato de preço fixo firme de US$ 203,6 milhões para os dezoito UH-60 designados para a Força Aérea Mexicana.

### Polônia
Em janeiro de 2019, a Polônia encomendou quatro S-70i, entregues às Forças Especiais Polonesas em dezembro do mesmo ano. Outros quatro helicópteros S-70i estão encomendados, com dois programados para entrega em 2023 e dois em 2024.

### Portugal
Em 31 de agosto de 2022, a Força Aérea Portuguesa encomendou seis UH-60, com as primeiras unidades a serem entregues no 1º trimestre de 2023. Os helicópteros serão utilizados no combate a incêndios florestais.

### Suécia
A Suécia solicitou 15 helicópteros UH-60M em setembro de 2010. Os UH-60Ms foram encomendados em maio de 2011 e as entregas começaram em janeiro de 2012. Em março de 2013, as forças armadas suecas começaram a usar Black Hawks no Afeganistão para fins de evacuação médica. Os UH-60M estão totalmente operacionais desde 2017.

### Taiwan
Taiwan (República da China) operou o S-70C-1/1A depois que a Força Aérea da República da China recebeu dez helicópteros S-70C-1A e quatro S-70C-1 Bluehawk em junho de 1986 para Busca e Resgate. Mais quatro S-70C-6 foram recebidos em abril de 1998. A Marinha ROC recebeu o primeiro de dez S-70C(M)-1 em julho de 1990. 11 S-70C(M)-2s foram recebidos a partir de abril de 2000. Em janeiro de 2010, os EUA anunciaram a aprovação para uma venda militar estrangeira de sessenta UH-60Ms para Taiwan com trinta designados para o Exército, quinze para o National Airborne Service Corps (incluindo o que caiu na Ilha das Orquídeas em 2018) e quinze para o Grupo de Resgate da Força Aérea (incluindo o que caiu em 2 de janeiro de 2020).

### Turquia
Na Turquia, o Black Hawk competiu contra o AgustaWestland AW149 na licitação turca de helicópteros de uso geral, para encomendar até 115 helicópteros e produzir muitos deles de forma local, com a Turkish Aerospace Industries responsável pela integração e montagem final. Em 21 de abril de 2011, a Turquia anunciou a seleção do T-70 da Sikorsky.
No decurso da tentativa de golpe de Estado na Turquia, em 15 de julho de 2016, oito militares turcos de várias patentes desembarcaram na cidade de Alexandroupolis, no nordeste da Grécia, a bordo de um helicóptero Black Hawk e solicitaram asilo político na Grécia. O helicóptero foi devolvido à Turquia pouco depois.

## Variantes
O UH-60 vem em muitas variantes e muitas modificações diferentes. As variantes do Exército dos EUA podem ser equipadas com as asas para transportar tanques de combustível ou armas adicionais. As variantes podem ter capacidades e equipamentos diferentes para cumprir funções diferentes.

### Utilitárias
- YUH-60A: Teste inicial e versão de avaliação para o Exército dos EUA. Primeiro voo em 17 de outubro de 1974; três construídos.[130]
- UH-60A Black Hawk: Versão original do Exército dos EUA, transportando uma tripulação de quatro e até 11 soldados equipados[131] Equipado com motores T700-GE-700.[132] Produzido entre 1977–1989. O Exército dos EUA está equipando os UH-60A com motores T700-GE-701D mais potentes e também atualizando os modelos A para o padrão UH-60L.[133]

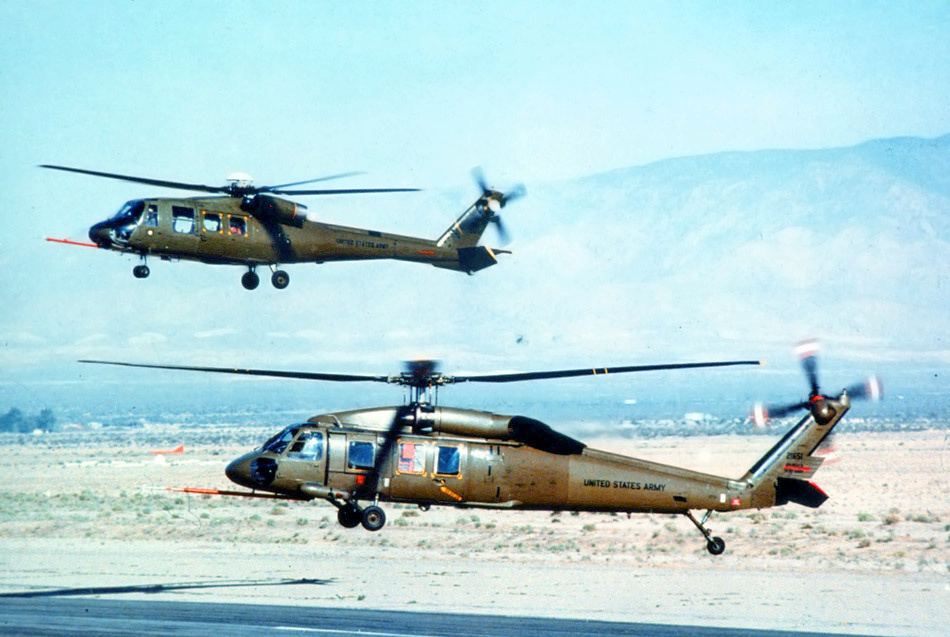
O protótipo YUH-60A em primeiro plano

- UH-60C Black Hawk: Versão modificada para missões de comando e controle (C²).[134][132]
- CH-60E: Variante de transporte de tropas proposta para o Corpo de Fuzileiros Navais dos EUA.[135]
- UH-60L Black Hawk: UH-60A com motores T700-GE-701C atualizados, caixa de câmbio de maior durabilidade e sistema de controle de voo atualizado.[134] Produzido entre 1989–2007.[136] UH-60L também são equipados com os motores GE T700-GE-701D.[133] Em julho de 2018, a Sierra Nevada Corporation propôs atualizar alguns helicópteros UH-60L convertidos para o programa de substituição UH-1N da Força Aérea dos EUA.[137]
- UH-60V Black Hawk: Versão atualizada do UH-60L com os displays eletrônicos (glass cockpit) do UH-60M. Atualizações realizadas pela Northrop Grumman apresentando um processador centralizado com um programa de voo operacional modular e particionado, permitindo que recursos sejam adicionados como modificações somente de software.[138]
- UH-60M Black Hawk: Pás do rotor de corda larga com design aprimorado, motores T700-GE-701D, caixa de câmbio com durabilidade aprimorada, computador com sistema de gerenciamento de saúde do veículo integrado (IVHMS) e novo cockpit de vidro. A produção começou em 2006.[139] Planejado para substituir os UH-60 mais antigos do Exército dos EUA.[140]
- UH-60M Upgrade Black Hawk: UH-60M com sistema fly-by-wire e conjunto de cockpit do Common Avionics Architecture System (CAAS). Os testes de voo começaram em agosto de 2008.[28]

### Específicas
- EH-60A Black Hawk: UH-60A com sistema elétrico modificado e estações para dois operadores de sistemas eletrônicos. Todos os exemplares foram convertidos de volta para a configuração UH-60A padrão.[141]
- YEH-60B Black Hawk: UH-60A modificado para instalações especiais de radar e aviônicos.[141]
- EH-60C Black Hawk: UH-60A modificado com equipamento eletrônico especial e antena externa.[141]
- EUH-60L (nenhum nome oficial atribuído): UH-60L modificado com equipamento eletrônico.[141]
- EH-60L Black Hawk: EH-60A com grande atualização de equipamento de missão.[141]Exemplo de uma evacuação médica do U/HH-60 Black Hawk
- UH-60Q Black Hawk: UH-60A modificado para evacuação médica.[141][142] O UH-60Q é nomeado DUSTOFF por "serviço dedicado e sem hesitação às nossas forças de combate".[143]
- HH-60L (nenhum nome oficial atribuído): UH-60L amplamente modificado com equipamento de missão médica.[141] Os componentes incluem um guindaste de resgate externo, sistema integrado de configuração do paciente, sistema de controle ambiental, sistema de oxigênio a bordo (OBOGS) e macas à prova de choque.[142]

- HH-60M Black Hawk: UH-60M com equipamento de missão médica (MEDEVAC) para o Exército dos EUA.[144][145]
- HH-60U: Versão USAF UH-60M modificada com sensor eletro-óptico e guincho de resgate. Três em uso por pilotos da Força Aérea e aviadores de missões especiais desde 2011. Possui 85% de comunalidade com o HH-60W.[146]
- HH-60W Jolly Green II: Versão modificada do UH-60M para a Força Aérea dos EUA como um Helicóptero de Resgate de Combate para substituir o HH-60G Pave Hawks, com maior capacidade de combustível e mais espaço interno na cabine, apelidado de "60-Whiskey". As entregas começam em 2019.[147]
- MH-60A Black Hawk: Trinta UH-60A modificados com aviônicos adicionais, cockpit com capacidade de visão noturna, FLIR, metralhadoras M134, tanques de combustível auxiliares internos e outros equipamentos do início dos anos 80 para o Exército dos EUA.[148][149] Equipado com motores T700-GE-701.[144] Essa variante foi usada pelo 160º Regimento de Aviação de Operações Especiais. Os MH-60A foram substituídos por MH-60L no início dos anos 1990 e passados para unidades na Guarda Nacional.[150][151]
- MH-60K Black Hawk: Modificação de operações especiais ordenada pela primeira vez em 1988 para uso pelo 160º Regimento de Aviação de Operações Especiais do Exército dos EUA ("Night Stalkers").[150] Equipado com a sonda de reabastecimento em voo,[152] e motores T700-GE-701C. Mais avançado que o MH-60L, o modelo K também inclui um sistema aviônico integrado (glass cockpit), radar de acompanhamento de terreno AN/APQ-174B, mapa meteorológico colorido, capacidade de armas aprimorada e vários sistemas defensivos.[152][153]
- MH-60L Black Hawk: Modificação de operações especiais, usada pelo 160º Regimento de Aviação de Operações Especiais do Exército dos EUA ("Night Stalkers"), baseado no UH-60L com motores T700-701C. Foi desenvolvido como uma versão provisória no final dos anos 1980, aguardando o lançamento do MH-60K.[154] Equipado com muitos dos sistemas usados no MH-60K, incluindo FLIR, mapa meteorológico colorido, sistema auxiliar de combustível e telêmetro/designador a laser.[154][155] Um total de 37 MH-60L foram construídos e cerca de dez receberam uma sonda de reabastecimento em voo em 2003.[154]
- MH-60L DAP: O Direct Action Penetrator (DAP) é uma modificação de operações especiais da linha de base MH-60L, operada pelo 160º Regimento de Aviação de Operações Especiais do Exército dos EUA.[156] O DAP é uma versão armada sem capacidade de transporte de tropas. O DAP é equipado com asas ESSS ou ETS, cada uma capaz de transportar o canhão automático M230 de 30 mm, pod de foguete Hydra 70 de 19 tiros, mísseis AGM-114 Hellfire, mísseis ar-ar AIM-92 Stinger, pods de canhão GAU-19 e pods de M134,[157] As M134D são usadas nas portas do helicóptero.[158]

- MH-60M Black Hawk: Versão de operações especiais do UH-60M para o Exército dos EUA. Apresenta o cockpit de vidro Rockwell Collins Common Avionics Architecture System (CAAS) e motores YT706-GE-700 mais potentes.[159][160] Todas os Black Hawks de operações especiais foram modernizados para o MH-60M até 2015.[161]
- MH-60 Black Hawk furtivo: Um dos dois (conhecidos) MH-60 especialmente modificados usados no ataque ao complexo de Osama bin Laden no Paquistão em 1º de maio de 2011 foi danificado em um pouso forçado e posteriormente destruído pelas forças dos EUA.[162][163] Relatórios subsequentes afirmam que o Black Hawk destruído era uma modificação com assinatura de ruído reduzida e tecnologia furtiva.[164][165] Diz-se que as modificações adicionam várias centenas de pequenas alterações ao helicóptero base, incluindo painéis de alinhamento de borda, revestimentos especiais e tratamentos antirradar para os para-brisas.[165]
- UH-60A RASCAL: Versão modificada pela NASA.[166][167] O UH-60A RASCAL realizou um voo totalmente autônomo em 5 de novembro de 2012. Pilotos do Exército dos EUA estavam a bordo, mas o voo foi feito pelo helicóptero. Durante um voo de duas horas, o Black Hawk apresentou detecção de terreno, geração de trajetória, prevenção de ameaças e controle de voo autônomo. O voo autônomo foi realizado entre 200 e 400 pés. Ao pousar, a tecnologia de bordo foi capaz de identificar uma zona de pouso segura, pairar e descer com segurança.[168]
- OPBH: Em 11 de março de 2014, a Sikorsky conduziu com sucesso a primeira demonstração de voo de seu Black Hawk opcionalmente pilotado (OPBH), um marco do programa Manned/Unmanned Resupply Aerial Lifter (MURAL) da empresa para fornecer entrega de carga autônoma para o Exército dos EUA. O helicóptero usou a tecnologia Matrix da empresa (software para melhorar os recursos de aeronaves VTOL autônomas e opcionalmente pilotadas) para realizar operações autônomas de pairar e voar sob o controle de um operador usando uma Estação de Controle de Solo (GCS) portátil. O programa MURAL é um esforço cooperativo entre a Sikorsky, o US Army Aviation Development Directorate (ADD) e o US Army Utility Helicopters Project Office (UH PO). O objetivo de criar um Black Hawk opcionalmente tripulado é fazer com que a aeronave realize missões de reabastecimento e operações expedicionárias de forma autônoma, aumentando as surtidas e mantendo os requisitos de descanso da tripulação e deixando os pilotos se concentrarem mais em operações sensíveis.[169][170]

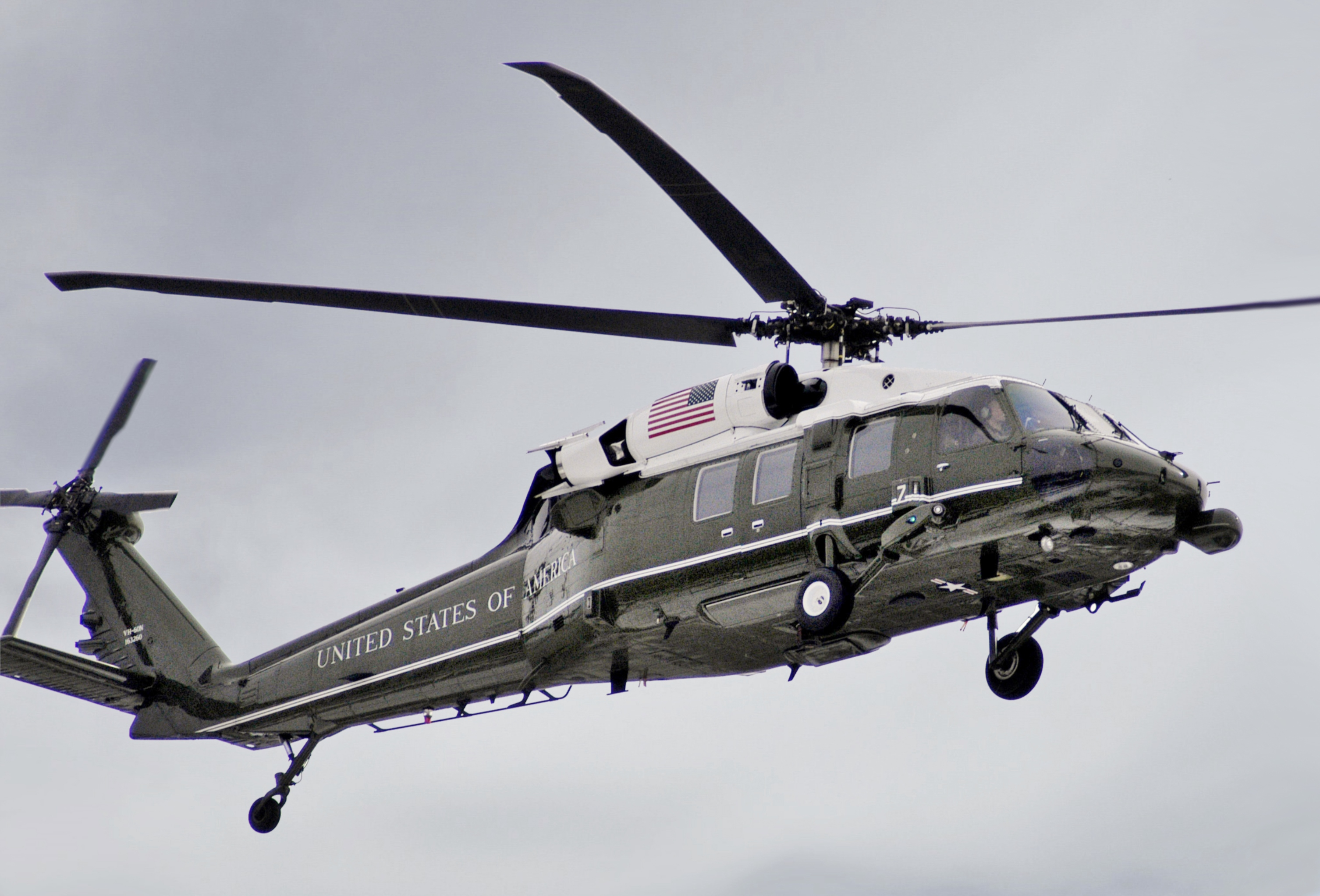
VH-60N usado para transportar o Presidente dos Estados Unidos

- VH-60D Night Hawk: HH-60D com configuração VIP, usado para transporte presidencial. Motores T700-GE-401C.[171] A variante foi posteriormente renomeada como VH-60N.[172]

### Exportação
- S-70A Black Hawk: Designação da Sikorsky, frequentemente usada para variantes de exportação.[99]
- UH-60J Black Hawk: Variante para a Força Aérea de Autodefesa Japonesa e Força Marítima de Autodefesa  produzida sob licença pela Mitsubishi Heavy Industries. Também conhecido como S-70-12.[173]
- UH-60JA Black Hawk: Variante para a Força Terrestre de Autodefesa do Japão. É uma licença produzida pela Mitsubishi Heavy Industries.[173]
- AH-60L Arpía: Versão de exportação para a Colômbia desenvolvida pela Elbit Systems, Sikorsky e Força Aérea Colombiana. É a versão de ataque de contrainsurgência (COIN) com eletrônica aprimorada, sistema de tiro, FLIR, radar, foguetes leves e metralhadoras.[174][175]
- AH-60L Battle Hawk: Versão armada exportada sem sucesso para o Exército Australiano[174] similar ao AH-60L Arpía.[176][177] Os Emirados Árabes Unidos encomendaram Battlehawks em 2011.[178]
- UH-60P Black Hawk: Versão para o Exército da Coreia do Sul baseada no UH-60L com algumas melhorias.[179] Cerca de 150 foram produzidos sob licença pela Korean Air.[180][181]

## Operadores
Afeganistão
- Força Aérea Afegã (operada desde 2021 pelo Talibã)[182]

 Albânia
- Força Aérea da Albânia (3 encomendados)[183][184]

 Arábia Saudita
- Força Aérea Real Saudita[185]
- Exército da Arábia Saudita[185]
- Guarda Nacional da Arábia Saudita[185]
- Forças Navais Reais Sauditas[185]

 Austrália
- Real Força Aérea Australiana[185]
- Exército Australiano[185]

 Áustria
- Força Aérea da Áustria[185]

 Bahrein
- Real Força Aérea do Barém[185]

 Brasil
- Aviação do Exército Brasileiro[185]
- Força Aérea Brasileira[185]
- Aviação Naval Brasileira[185]

 Brunei
- Real Força Aérea do Brunei[185]

 Chile
- Força Aérea Chilena[185]

 China
- Exército de Libertação Popular[185]

 Colômbia
- Força Aérea Colombiana[185]
- Exército Nacional da Colômbia[185]
- Polícia Nacional da Colômbia[185]

 Coreia do Sul
- Exército da Coreia do Sul[185]
- Marinha da Coreia do Sul[185]

 Croácia

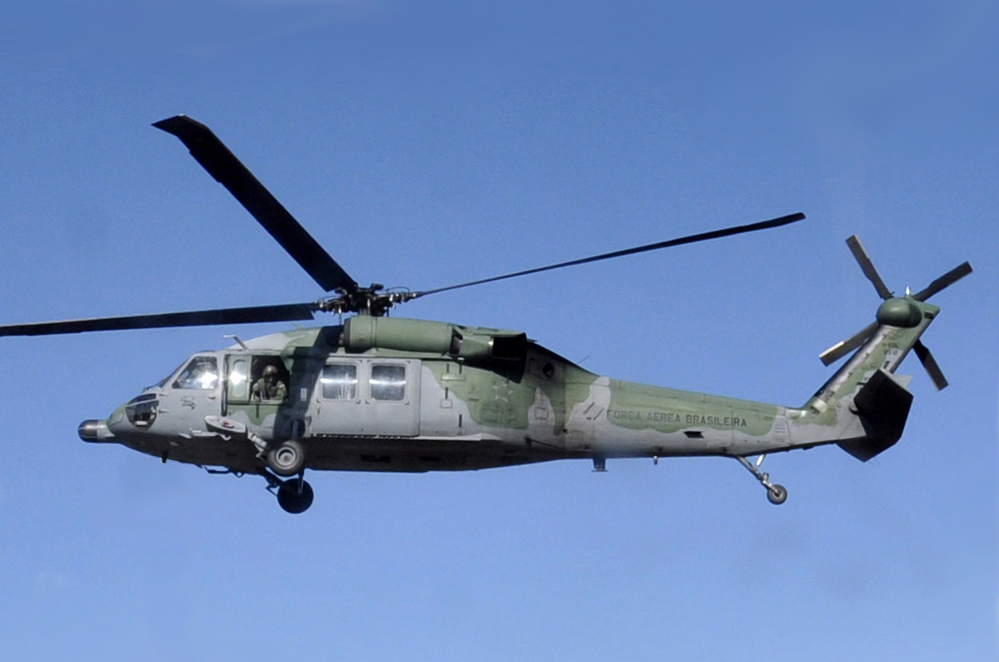
Um Black Hawk da Força Aérea Brasileira

- Força Aérea e de Defesa Aérea da Croácia[185]

 Egito
- Força Aérea do Egito[185]

 Eslováquia
- Força Aérea da Eslováquia[185]

 Estados Unidos
- Força Aérea dos Estados Unidos[186]
- Exército dos Estados Unidos[185]
- Marinha dos Estados Unidos[187]

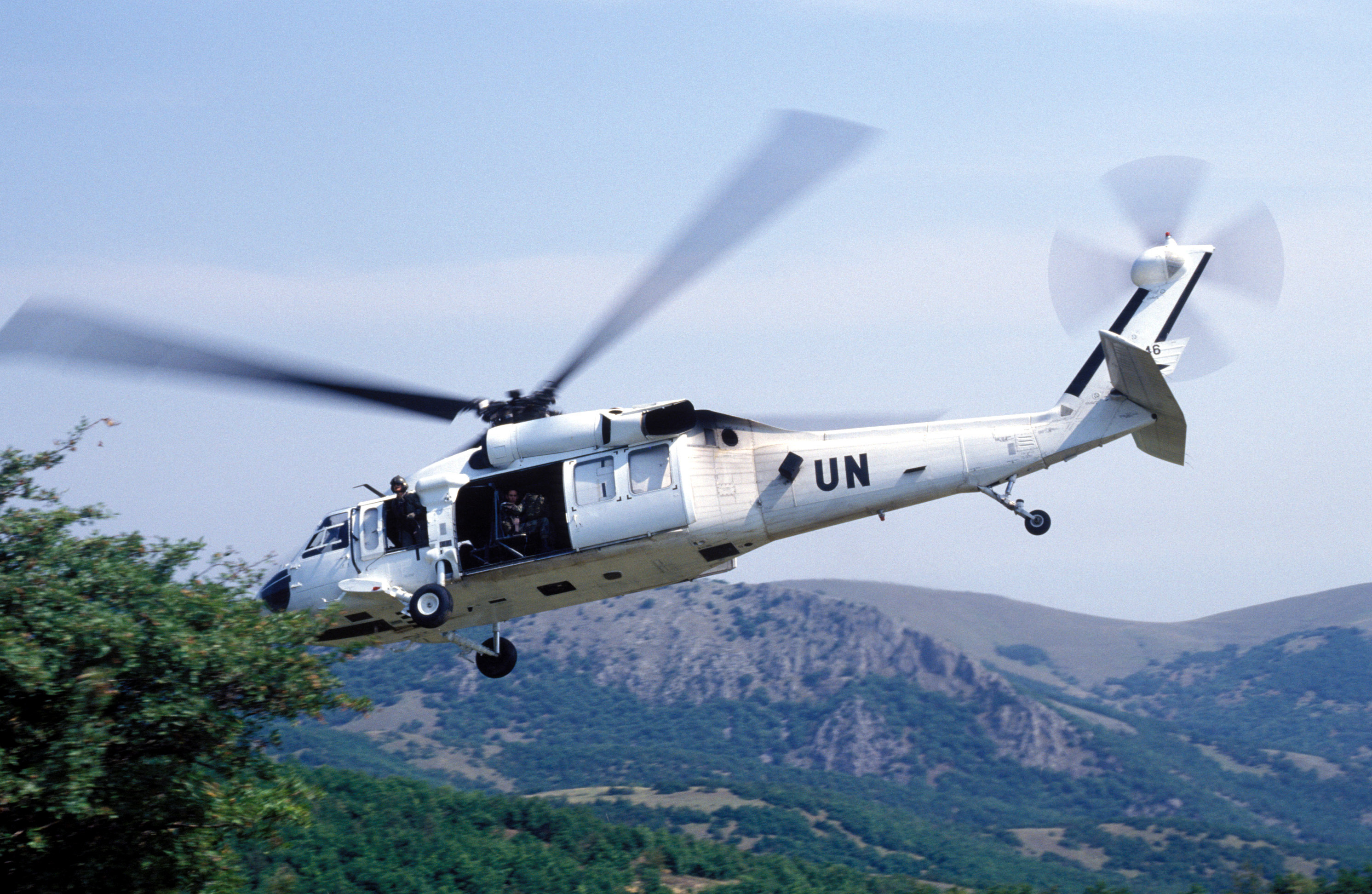
Um UH-60 do Exército dos EUA com a pintura da ONU durante a Guerra da Bósnia

- Guarda Costeira dos Estados Unidos[188]

 Emirados Árabes Unidos
- Força Aérea dos Emirados Árabes Unidos[185]

 Israel
- Força Aérea Israelense[185]

 Japão
- Força Aérea de Autodefesa do Japão[185]
- Força Terrestre de Autodefesa do Japão[185]
- Força Marítima de Autodefesa do Japão[189]

 Jordânia
- Força Aérea da Jordânia[185]

 Malásia
- Força Aérea Real da Malásia[185]
- Exército da Malásia[185]

 México
- Força Aérea Mexicana[185]
- Exército Mexicano[185]

 Marrocos
- Gendarmeria Real de Marrocos[190]

 Filipinas
- Força Aérea das Filipinas[191]

 Polônia
- Forças Especiais Polonesas[192][193]

 Portugal
- Força Aérea Portuguesa[112][194][195]

 Suécia
- Força Aérea da Suécia[185]

 Taiwan
- Força Aérea de Taiwan[185]
- Exército da República da China[185]
- Marinha da República da China[185]

 Tailândia
- Força Aérea Real Tailandesa[185]
- Exército Real Tailandês[185]
- Marinha Real Tailandesa[185]

 Tunísia
- Força Aérea Tunisiana[185]

 Turquia
- Força Aérea Turca[185]
- Exército da Turquia[185]

 Ucrânia

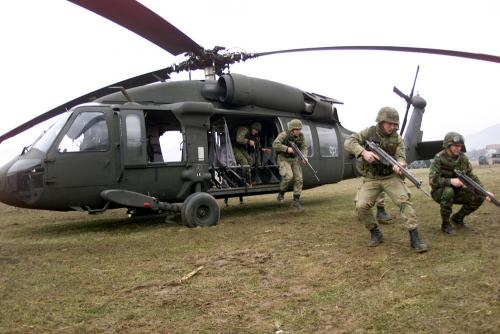
Soldados portugueses desembarcando de um Black Hawk em um exercício militar

- Diretoria Principal de Inteligência[196]

## Acidentes
- De 1981 a 1987, cinco Black Hawks caíram (matando ou ferindo todos a bordo) enquanto voavam perto de torres de transmissão de rádio porque suas emissões eletromagnéticas interromperam os sistemas de controle de voo dos helicópteros. Os helicópteros Black Hawk não foram reforçados contra campos irradiados de alta intensidade, ao contrário da versão SH-60 Seahawk. Os pilotos foram instruídos a voar longe dos emissores e, a longo prazo, a blindagem foi aumentada e sistemas de backup foram instalados.[197]
- Em 29 de julho de 1992, um Black Hawk do exército australiano colidiu em um terreno próximo ao Oakey Army Aviation Center. Matando dois ocupantes.[198]
- Em 3 de março de 1994, um helicóptero UH-60 da 15ª Ala de Caças da Força Aérea da República da Coreia (ROKAF) explodiu acima de Yongin, Gyeonggi-do, matando todos os seis funcionários a bordo, incluindo o General Cho Kun-hae, então Chefe do Estado-Maior da Aeronáutica da Coreia do Sul.[199]
- Em 14 de abril de 1994, dois UH-60 Black Hawks do Exército dos EUA no norte do Iraque foram abatidos por engano por F-15s da Força Aérea dos EUA que patrulhavam a zona de exclusão aérea do norte que havia sido imposta após a Guerra do Golfo de 1991. Vinte e seis tripulantes e passageiros morreram.[200]
- Em 12 de junho de 1996, dois Black Hawks do Exército australiano colidiram durante um exercício noturno de contraterrorismo das forças especiais do Exército, resultando na morte de dezoito soldados - quinze membros do SASR e três do 5º Regimento de Aviação.[201][202][203]
- Em 12 de fevereiro de 2004, um Black Hawk do exército australiano colidiu com um terreno nas proximidades de Mount Walker, Queensland, após contato entre o rotor de cauda e uma árvore. A fuselagem foi cancelada, mas não houve mortes - seis dos oito ocupantes ficaram feridos.[204][205]
- Em 29 de novembro de 2006, um Black Hawk do exército australiano colidiu e posteriormente escorregou do convés do HMAS Kanimbla, afundando em águas profundas na costa de Fiji enquanto conduzia um vôo de treinamento. O naufrágio resultou na morte de dois soldados – um piloto do 5º Regimento de Aviação e um soldado do SASR.[206][207]
- Em 10 de março de 2015, um UH-60 da Base Aérea de Eglin caiu na costa do Panhandle da Flórida, perto da base. Todos os onze a bordo morreram.[208]
- Em 16 de fevereiro de 2018, o helicóptero UH-60M enviado pela Força Aérea Mexicana para Oaxaca após um terremoto, colidiu com um grupo de pessoas enquanto tentava pousar.[209][210]
- Em 2 de janeiro de 2020, um helicóptero UH-60M da Força Aérea da República da China (ROCAF) em Taiwan caiu na encosta de uma montanha, matando oito pessoas a bordo, incluindo o general Shen Yi-ming, chefe do Estado-Maior das Forças Armadas da República da China.[211]
- Em 23 de junho de 2021, um S-70i da Força Aérea Filipina caiu na cidade de Capaz, em Tarlac, durante um treinamento de voo noturno, matando todos os 6 tripulantes. A unidade tinha sido entregue em novembro do ano anterior ou com apenas oito meses.[212]
- Em 22 de fevereiro de 2022, dois helicópteros Black Hawk da Guarda Nacional de Utah caíram na estação de esqui de Snowbird, Utah, durante um exercício de treinamento. Um Black Hawk foi superado por condições de adversas causadas pela corrente descendente na neve e caiu, fazendo com que partes das pás do rotor atingissem o outro helicóptero, forçando um pouso forçado. Não houve ferimentos graves para a tripulação ou esquiadores.[213]
- Em 16 de julho de 2022, um Black Hawk da Marinha Mexicana caiu em Sinaloa, matando catorze fuzileiros navais a bordo.[214]
- Em setembro de 2022, um Black Hawk operado pelo Taleban caiu durante um exercício de treinamento em Cabul, matando três pessoas.[215]
- Em 15 de fevereiro de 2023, um Black Hawk caiu matando dois membros da Guarda Nacional do Tennessee em Huntsville, Alabama.[216]
- Em 29 de março de 2023, dois helicópteros médicos Black Hawk do Exército dos EUA caíram durante uma missão de treinamento sobre Kentucky. Todos os nove soldados a bordo foram mortos. A causa da colisão está sob investigação.[217][218]

## Especificações

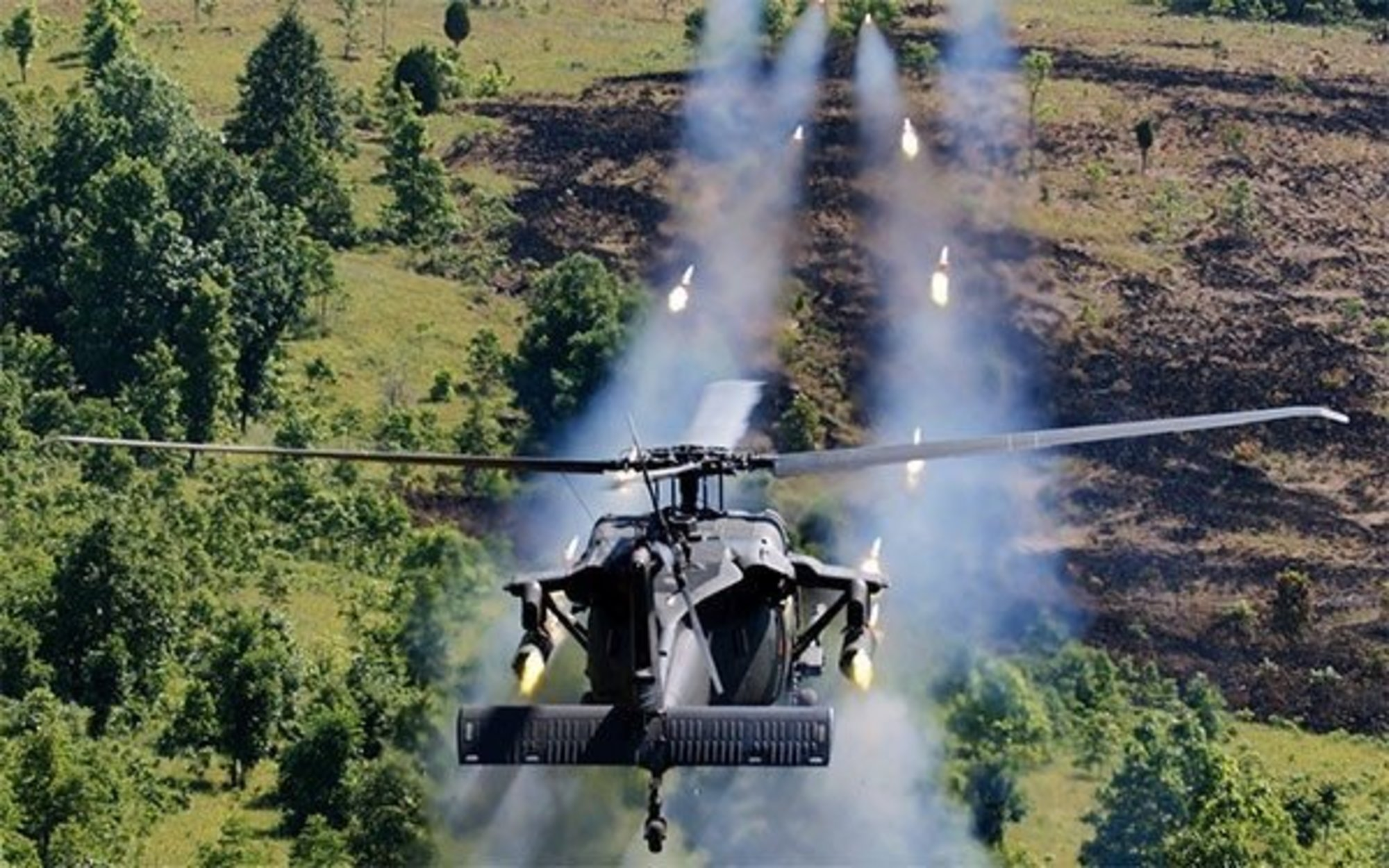
Um MH-60M disparando foguetes de 70 mm

Dados de: Encyclopedia of Modern Warplanes, International Directory, Tomajczyk, Exército dos Estados Unidos, Manual da Lockheed Martin e Manual do General Electric T700-GE-701D

### Características gerais
- Tripulação: 2 pilotos + 2 chefes de tripulação/artilheiros
- Capacidade: 1.450 kg de carga internamente, incluindo 11 soldados sentados ou 6 macas, ou 4.100 kg de carga externamente
- Comprimento: 19,76 m, incluindo rotores
- Comprimento da fuselagem: 15,27 m
- Largura: 2,36 m
- Altura: 5,13 m
- Peso vazio: 5.675 kg
- Peso máximo de decolagem: 9.979 kg
- Motor: 2 × motores turboeixo General Electric T700-GE-701C/D, com 1.487 kW cada
- Diâmetro do rotor principal: 16,36 m
- Área do rotor principal: 210 m2
- Seção da lâmina: base: Sikorsky SC2110; ponta: Sikorsky SSC-A09

### Desempenho
- Velocidade máxima: 159 nós (294 km/h)
- Velocidade de cruzeiro: 150 nós (280 km/h)[225]
- Nunca exceda a velocidade: 193 nós (222 mph, 357 km/h)
- Alcance de combate: 320 milhas náuticas (590 km)
- Alcance da balsa: 1.199 milhas náuticas (2.221 km) com asas ESSS e tanques externos
- Teto de serviço: 5.800 m
- Taxa de subida: 8,36 m/s
- Carregamento do disco: 35,1 kg/m2
- Potência/massa: 0,316 kW/kg

### Armamento
- Armas:
  - 2 × Metralhadoras M240 de 7,62 mm
  - 2 × Minigun M134 de 7,62 mm ou
  - 2 × GAU-19 de 12,7 mm

- Hardpoints: 4, 2 por ESSS, com provisões para carregar combinações de:
  - Foguetes: Foguetes não guiados Hydra 70 de 70 mm em um pod de 7 tubos (M260) ou 19 tubos (M261).
  - Mísseis: Até 4 mísseis ar-solo guiados por laser AGM-114 Hellfire ou 2 mísseis ar-ar AIM-92 Stinger com busca de calor por ponto de fixação. Os trilhos do lançador Hellfire também podem ser equipados com cápsulas Hydra M260 (7 tubos).
  - Outros: cápsulas de canhão M230 de 7,62 mm, 12,7 mm, 20 mm ou 30 mm
- Bombas: Podem ser equipadas com o sistema de dispersão de campo minado VOLCANO.